# Historia de Nom Pen
Todavía se encuentran evidencias de aquellos años trágicos de la guerra y la veloz evacuación de toda la población de la ciudad aquel mes de abril de 1975. La ciudad quedó a merced de la soledad y el olvido por cuatro años. Nom Pen, una ciudad oriental, con una historia tan rica y extensa que se evidencia en sus avenidas y en los sonrientes budas que la contemplan desde siglos al lado del río Mekong.

## Leyenda de la fundación de la ciudad
La leyenda dice que en 1372 Daun Penh (que traduce “Abuela Penh”) paseaba a lo largo del río Chrap Chheamm (hoy conocido como Tonlé Sap) cuando encontró cinco estatuas de Buda de las cuales cuatro eran de bronce y una en piedra. Como signo de veneración, Daun Penh construyó un sencillo santuario en la cima de una colina vecina a su casa, que después fuera conocida como “Monte Penh”, en idioma jemer ‘’Phnom Penh’’. 

## Orígenes
La importancia de la población tendría inicio en el año 1432 cuando el rey Ponhea Yat, el último rey de Angkor Wat, abandonara la antigua capital imperial para buscar un nuevo centro político en Nom Pen. Sus primeras acciones fue la construcción de un nuevo palacio real, acrecentó la altura de la colina de Daun Penh y construyó  varios monasterios (Wat Botum, Wat Koh, Wat Langka, Wat Ounalom y Wat Phnom). En 1505 sus descendientes y por razones misteriosas, movieron la corte a Lovek y abandonaron Nom Pen. Hacia el siglo XVII, gracias a crónicas de navegantes europeos y chinos, se sabe que la ciudad se convirtió en un puerto importante de comerciantes extranjeros, pero como resultado de invasiones vietnamitas que cortaron el acceso entre el puerto fluvial y el Mar de la China, la ciudad vivió una profunda decadencia. El siglo XVIII fue conflictivo: la ciudad como todo el reino se vio presa de las ambiciones geopolíticas de Tailandia y Vietnam que invadieron el territorio cada uno a su turno y comenzaron una política de abierta intervención y rivalidad. En 1812 Nom Pen volvió a ser la capital real cuando el rey Chan dejó la ciudad de Oudong, pero no hubo mucha estabilidad política durante los siguientes 50 años debido a las intervenciones de los reinos vecinos.

## Protectorado francés
Si bien el reino no cayó en manos de los dos países rivales del sudeste asiático que querían repartirse a Camboya como una torta, sería otra potencia más lejana y extraña la que se empadronaría de la debilidad política de entonces. El rey Norodom, ante el temor de una invasión vietnamita, firmaría en 1863 un tratado con Francia que declararía el país “Protectorado Francés”. Será su tataranieto, el rey Norodom Sihanouk quien firme el acta de independencia en 1954. Fueron los franceses los que garantizaron que la capital real sería definitivamente Nom Pen y no Udong. De acuerdo con los documentos franceses de la época, la ciudad contaba con una población de 25 mil personas. Sin embargo, la ciudad no cobró todavía esa importancia comercial de antaño, aunque los franceses tuviesen el control de todo el delta, porque sería Saigón el principal rival económico a lo largo del río. En 1889 la administración de la ciudad fundó el célebre “Barrio Colonial” con el fin de darle un cierto ambiente francés. Telégrafos, avenidas, carreteras y cosas por el estilo eran parte del ambiente para finales del siglo XIX. Entre 1920 y 1930 la ciudad presentaba un crecimiento urbano significativo. La estación ferroviaria se construyó en 1932 que conectaría a Nom Pen con Battambang. En 1936 fue abierto el primer liceo de la ciudad: “Lycée Sisowath” para la educación de la elite. La ciudad fue ocupada por Japón durante la II Guerra Mundial, pero su presencia no perturbó mucho su cotidianidad. En octubre de 1941, antes de la partida definitiva de los japoneses, fue coronado en Nom Pen uno de los hombres más destacados del siglo XX: el rey Norodom Sihanouk, quien sería el encargado de firmar la independencia del país y llevar a la nación a los tiempos modernos, a pesar de la tragedia que le esperaba.

## Independencia
El camino hacia la independencia fue, definitivamente, una oportunidad ante el debilitamiento francés durante la II Guerra Mundial. A partir de 1954 la ciudad fue declarada sede del gobierno independiente y la ciudad vio la construcción de edificios y espacios que la acercaban a las comodidades de la modernidad (cinemas, espacios deportivos, teatros). La ciudad fue visitada por celebridades internacionales del mundo de la política y del espectáculo. 

## Guerra de Vietnam
Pero el optimismo independentista se marchitaría ante la tormenta que se había desatado al este del país: la Guerra de Vietnam. Nom Pen comenzó a ver la llegada de refugiados de guerra como un preludio de los años oscuros que se avecinaban, aunque, como felices pasajeros de un Titanic que se había colisionado contra un iceberg, pocos supusieron que lo que sucedía en la dividida Vietnam oscurecería también los cielos de Camboya. La bomba de tiempo explotaría en 1970 con el golpe de Estado del general Lon Nol que sostendría una guerra perdida contra los jemeres rojos. Nom Pen se convertiría en un preciado botín de guerra y paulatinamente la ciudad sería sitiada por todas las direcciones en un círculo sangriento que se cerraría en el curso de cinco años dolorosos. 

## 17 de abril de 1975
El 17 de abril de 1975 Nom Pen entró en estado de coma: mientras los altos mandos del dictador huían de la ciudad y las tropas estadounidenses habían evacuado con muchos extranjeros, la mayoría de los habitantes de la ciudad salieron a recibir a los nuevos vencedores con la esperanza de que los duros años de guerra hubieran terminado definitivamente y se abriría un nuevo capítulo para la ciudad y el país. Pero los jemeres rojos tenían otro plan para Camboya y para Nom Pen. Sería mejor decir, un plan para Camboya, porque había una sola intención para la ciudad: su desaparición. En cuestión de horas dos millones de personas fueron evacuados, así como otros centros urbanos importantes del país. Personas enfermas, ancianos y niños no fueron considerados y centenares de personas fueron fusilados en las calles y en los caminos. Edificios fueron derruidos, incendiados, bombardeados, como si el rencor se hubiera personificado en la ciudad y su gente. Nom Pen, la ciudad de leyendas y encantos, fue declarada el “enemigo” de un régimen que la dejaría desierta, que la desaparecería del mapa por el espacio de cuatro años. El palacio real, que no fue tocado, fue conservado para que sirviera de silenciosa prisión para el rey Norodom Sihanouk, mientras uno de los más prestigiosos colegios de la ciudad se convertiría en una pesadilla que aún asusta: S-21, el Tuol Sleng (ver también genocidio camboyano).

## Invasión vietnamita
Como si hubiera habido un paréntesis entre principios del siglo XIX y finales del siglo XX, Vietnam volvió a entrar precipitadamente en la historia del país. El 7 de enero de 1979 una rápida avanzada del ejército vietnamita, con la ayuda de efectivos camboyanos, invadirían lo que quedaba de la ciudad y se sorprenderían de la soledad y el abandono. El régimen de Pol Pot y los jemeres rojos dejaría Nom Pen y los vietnamitas declararían un gobierno bajo su influencia. La repoblación de la ciudad bajo la influencia vietnamita fue lenta y difícil. Las primeras ayudas internacionales que vinieron especialmente de la Unión Soviética y de India terminaron en manos de sistemas políticos de corrupción. Debido a la presión internacional, Vietnam dejaría Nom Pen y Camboya en 1987.

## Naciones Unidas
En 1992 las Naciones Unidas crearon un gobierno de transición. Efectivos de dicha organización se hicieron presente en la ciudad y esta cobró un ambiente caótico: una ciudad sin servicios, pero llena de hoteles y sitios de mala reputación.

## Nom Pen hoy
En 1993 se conformó el nuevo gobierno nacional. Nom Pen comenzó una era de grandes construcciones de infraestructura e inversión con la ayuda internacional de países de los varios continentes. Organizaciones no gubernamentales abrieron sus sedes en la ciudad para atender los muchos problemas sociales: niños de la calle y menores trabajadores, tráfico infantil, Sida, prostitución, pobreza y otros males. A la par se empezaron a realizar obras como puentes, carreteras, la reparación de antiguos edificios de importancia única como el Museo Nacional o las pagodas y el embellecimiento de la que fuera una vez la ciudad más hermosa del sudeste asiático. Hoy Nom Pen presenta un mejor aspecto, aunque es mucho lo que debe hacerse. La ciudad tiene cosas como un moderno centro comercial hasta un parque de diversiones, numerosos centros de educación superior, avenidas y grandes hoteles que hacen entender que la ciudad de Nom Pen se está reconstruyendo en todo sentido.

## Crecimiento demográfico
El crecimiento demográfico en la capital del Reino de Camboya fue rápido durante los años posteriores a la independencia ganada a Francia.  La población aumentó precipitadamente durante el tiempo de guerra que comenzó en 1970 debido a los miles de refugiados que llegaron. En 1975 el nuevo régimen evacuó la ciudad en su totalidad y hasta 1979 no vivieron en ella más que los mandos superiores de los jemeres rojos. Con la caída del régimen después de la invasión de Camboya en enero de 1979, la ciudad volvió rápidamente a repoblarse hasta el presente.
| año  | población |
| ---- | --------- |
| 1950 | 260.000   |
| 1962 | 403.500   |
| 1968 | 600.000   |
| 1971 | 1.200.000 |
| 1975 | 2.000.000 |
| 1976 | ~10.000   |
| 1998 | 862.000   |
| 2005 | 1.184.945 |